# Município de Gallipolis (condado de Gallia, Ohio)
Localização do Ohio nos E.U.A.
O município de Gallipolis (em inglês: Gallipolis Township) é um município localizado no condado de Gallia no estado estadounidense de Ohio. No ano de 2010 tinha uma população de 5097 habitantes e uma densidade populacional de 189,12 pessoas por km².

## Geografia
O município de Gallipolis encontra-se localizado nas coordenadas 38° 50′ 04″ N, 82° 11′ 56″ O. Segundo a Departamento do Censo dos Estados Unidos, o município tem uma superfície total de 26.95 km², da qual 26,03 km² correspondem a terra firme e (3,43 %) 0,92 km² é água.

## Demografia
Segundo o censo de 2010, tinha 5097 pessoas residindo no município de Gallipolis. A densidade populacional era de 189,12 hab./km².